# Subcontinente indio
El subcontinente indio es la región geográfica que comprende la mayor parte de la India histórica, actualmente repartida entre los estados de India, Pakistán, Bangladés, Nepal y Bután.
Por razones culturales y geográficas, se incluyen también los estados insulares de Sri Lanka y Maldivas, lo que conforma un espacio político y cultural agrupado en la Asociación Sudasiática para la Cooperación Regional (SAARC).  
Durante siglos, el subcontinente fue conocido en occidente como Indostán, denominación que en ocasiones se aplicaba solo al norte de la India, y que posteriormente se empleó de manera más amplia. Hasta la desaparición del Raj británico en 1947, el territorio era conocido en conjunto como «India británica».  
En total, la superficie del subcontinente indio asciende a unos 4,48 millones de km².

## Nomenclatura
A menudo llamado simplemente el Subcontinente, por tratarse de la única región del mundo a la que se aplica habitualmente este calificativo, la región se conocía en Occidente simplemente como “la India” o como “las Indias” hasta 1947, cuando la partición de la antigua India británica supuso la división del territorio entre los estados de Unión de la India y Pakistán. De este último estado se escindiría posteriormente su parte oriental con el nombre de Bangladés. Muchos habitantes de Pakistán y Bangladés rechazan el término “subcontinente indio” por considerar que el adjetivo “indio” debe aplicarse solamente al Estado actual de la República de la India. Más adecuado sería el término Indostán por su uso histórico y su origen terminológico, pero es de poco uso actualmente. Un nombre alternativo para la región es Asia Meridional o Sur de Asia, aunque esta denominación a veces incluye también a Afganistán e Irán, y a veces hasta Birmania.

## Geografía

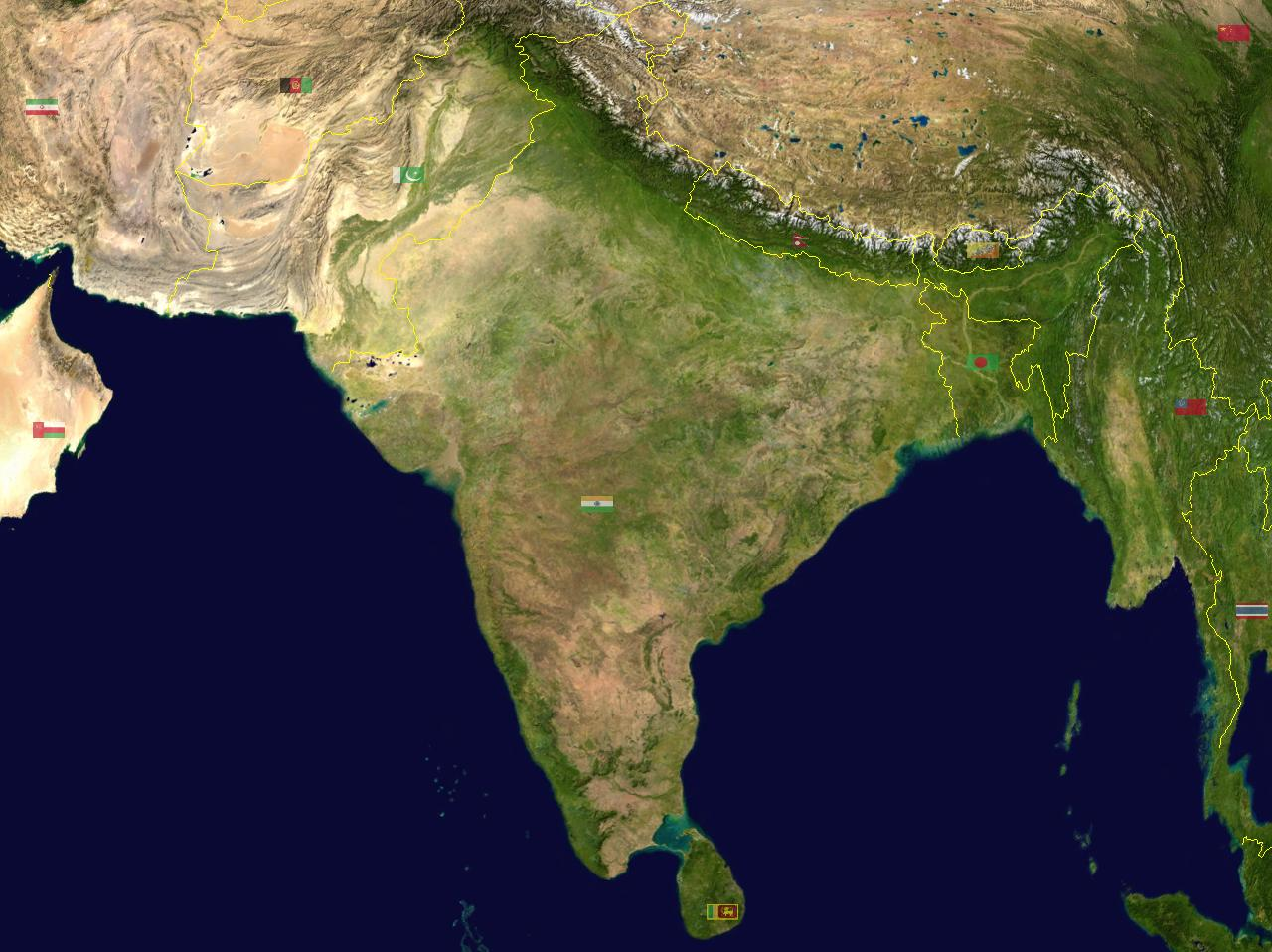
El subcontinente indio en una composición de imágenes de satélite

La región limita al norte y al este con la cadena montañosa del Himalaya, y con el mar Arábigo y la bahía de Bengala al sur. La cordillera Hindu Kush entre Pakistán y Afganistán suele considerarse la frontera noroccidental del subcontinente. La parte occidental de Pakistán, Baluchistán, está separada del subcontinente por los montes Suleimán, por lo que geográficamente no forma parte del mismo, al estar ya en la meseta iraní.
En términos geológicos, la región está considerada un subcontinente porque se asienta sobre una placa tectónica diferenciada, la placa Índica (parte de la placa Indoaustraliana), originalmente un pequeño continente que colisionó con la placa Euroasiática, dando lugar a la cordillera del Himalaya y a la meseta tibetana. En la actualidad, la placa Índica continúa desplazándose hacia el norte, lo cual hace que los montes que conforman el Himalaya crezcan varios centímetros cada década.
Los monzones constituyen el fenómeno climático esencial en esta región, de un modo particular en la India y Bangladés.

## Geología

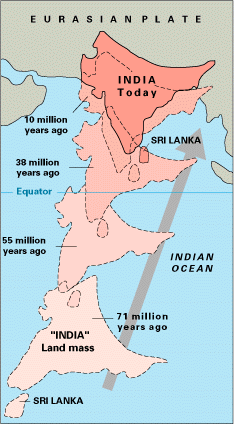
Debido a la tectónica de placas, la Placa India se separó de Madagascar y colisionó (hace unos 55 millones de años) con la Placa Euroasiática, dando lugar a la formación del Himalaya.

El subcontinente indio formaba parte de Gondwana, un supercontinente formado a finales del Neoproterozoico y principios del Paleozoico. Gondwana comenzó a dividirse durante el Mesozoico, separándose la India insular de la Antártida hace 130-120 millones de años y Madagascar hace unos 90 millones de años.  durante el Cretácico. Posteriormente, la India insular se desplazó hacia el noreste y colisionó con la placa euroasiática hace casi 55 millones de años, durante el Eoceno, formando el subcontinente indio.La zona donde confluyen las placas euroasiática y del subcontinente indio sigue siendo geológicamente activa, propensa a sufrir grandes terremotos.
Desde el punto de vista fisiográfico, es una región peninsular del sur de Asia delimitada por el Himalaya al norte, el Hindu Kush al oeste y las montañas Arakan al este. Se extiende hacia el sur hasta el océano Índico, con el mar de Arabia al suroeste y el golfo de Bengala al sureste. La mayor parte de esta región descansa sobre la placa india y está aislada del resto de Asia por grandes barreras montañosas. Las islas Laccadive, las Maldivas y el archipiélago de Chagos son tres series de atolones de coral, cayos y faroes en la placa india junto con la dorsal Chagos-Laccadive, una dorsal submarina que se generó por la deriva norte de la placa india sobre el punto caliente de la Reunión durante el Cretácico y principios del Cenozoico. El archipiélago de las Maldivas se levanta sobre un basamento de basalto volcánico a unos 2.000 m de profundidad, formando la parte central de la dorsal entre las Laccadivas y el Gran Banco de Chagos.

## Geopolítica
En términos de fronteras geopolíticas modernas, el subcontinente está formado por Bangladesh, Bután, India, Nepal y Pakistán, además, por convención, del país insular de Sri Lanka y otras naciones insulares cercanas del océano Índico, como Maldivas y el Territorio Británico del Océano Índico. A diferencia del "Sur de Asia" a veces la expresión "Subcontinente indio" puede excluir a las islas de Maldivas y Sri Lanka. Según Chris Brewster y Wolfgang Mayrhofer, India, Pakistán, Bangladesh, Sri Lanka, Nepal y Bután constituyen el subcontinente indio. Brewster y Mayrhofer también sostienen que con Afganistán y Maldivas incluidas, la región se conoce como Asia del Sur.  La periferia del subcontinente, que incluye Pakistán, Bangladesh y las cadenas de islas de las Maldivas, cuenta con grandes poblaciones musulmanas, mientras que el corazón, que incluye la mayor parte de la India, Nepal y Sri Lanka, es abrumadoramente hindú o budista. Dado que la mayoría de estos países están situados en la Placa India, una masa de tierra continua, las fronteras entre países suelen ser un río o una tierra de nadie.
La definición exacta de "subcontinente indio" en un contexto geopolítico es algo controvertida, ya que no existe una definición aceptada a nivel mundial sobre qué países forman parte de Asia meridional o del subcontinente indio. Tanto si se denomina subcontinente indio como Asia meridional, la definición de la extensión geográfica de esta región varía. Afganistán, a pesar de que a menudo se considera parte del sur de Asia, no suele incluirse en el subcontinente indio. Maldivas, un país insular formado por un pequeño archipiélago al suroeste de la península, aunque se considera en gran medida parte del subcontinente indio, a veces es mencionado por fuentes, incluido el Fondo Monetario Internacional, como un grupo de islas alejadas del subcontinente indio en dirección suroeste.

## Población
El subcontinente indio es una de las regiones más densamente pobladas del mundo. Más de 1600 millones de personas, una cuarta parte de la población mundial, habitan en la región. La densidad de población de 350 personas por kilómetro cuadrado es siete veces superior a la media mundial.